# Astatoreochromis
Astatoreochromis is een geslacht van straalvinnige vissen uit de familie van de cichliden (Cichlidae).

## Soorten
- Astatoreochromis alluaudi Pellegrin, 1904
- Astatoreochromis straeleni (Poll, 1944)
- Astatoreochromis vanderhorsti (Greenwood, 1954)